# Playhouse Theatre (New York)
Le Playhouse Theatre était un théâtre de Broadway situé au 137 de la 48e Rue ouest à Manhattan, New York. C'était le premier théâtre à ouvrir sur la 48e Rue.

## Histoire
Conçu par l'architecte Charles A. Rich (en), il est construit en 1911 par le producteur William A. Brady et peut accueillir 865 spectateurs,. Brady le gère avec succès jusqu'à son départ en 1944, l'établissement est ensuite cédé à la famille Shubert, propriétaire d'une chaîne de théâtres. Entre 1949 et 1952, ABC l'utilise comme station de radio. Il est démoli en 1969 dans le cadre de l'extension du Rockefeller Center.
Avant sa destruction, le théâtre sert de lieu de tournage pour le film Les Producteurs de Mel Brooks, avec Gene Wilder.

## Spectacles (liste non exhaustive)

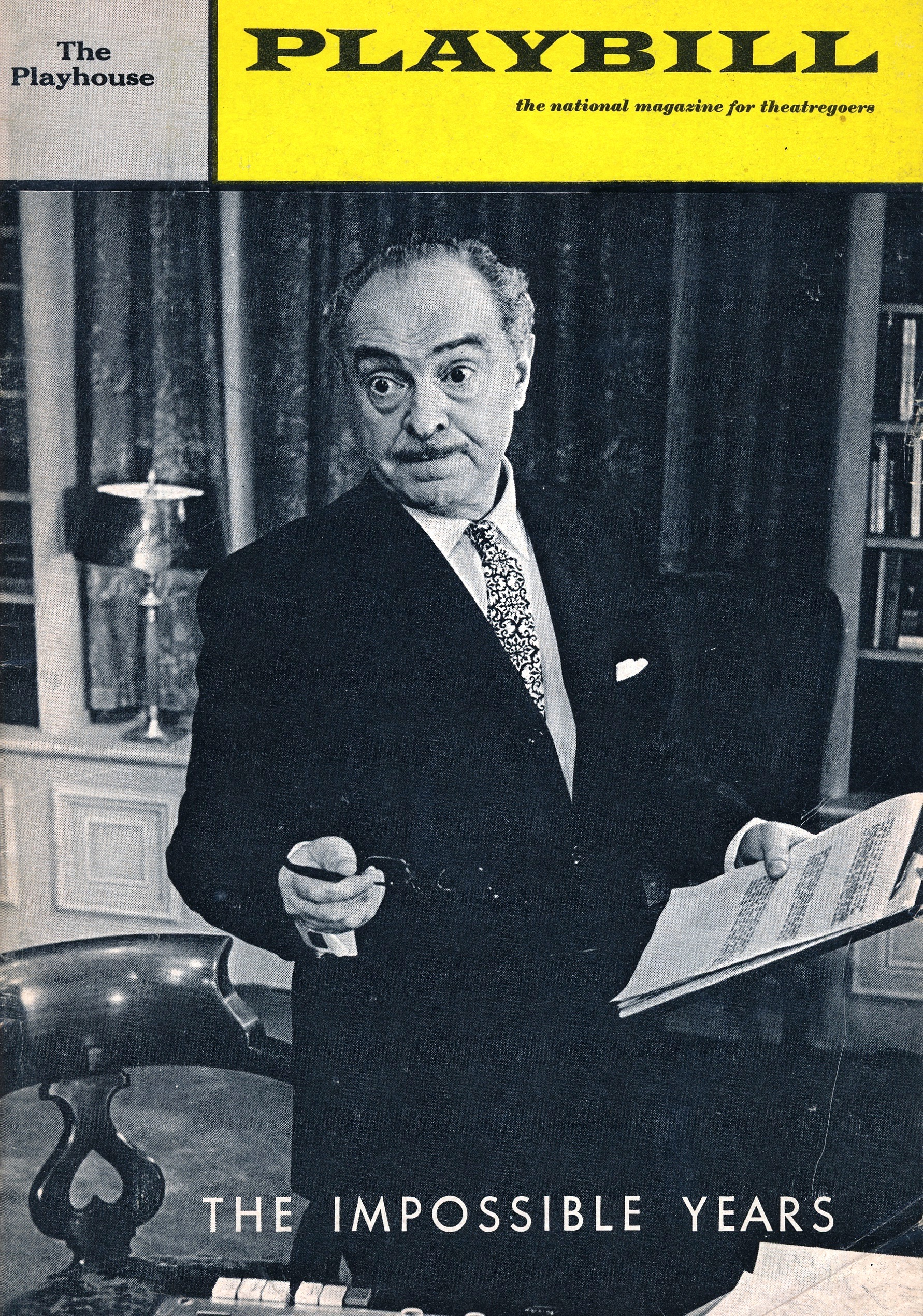
Sam Levene, The Impossible Years, 1966.

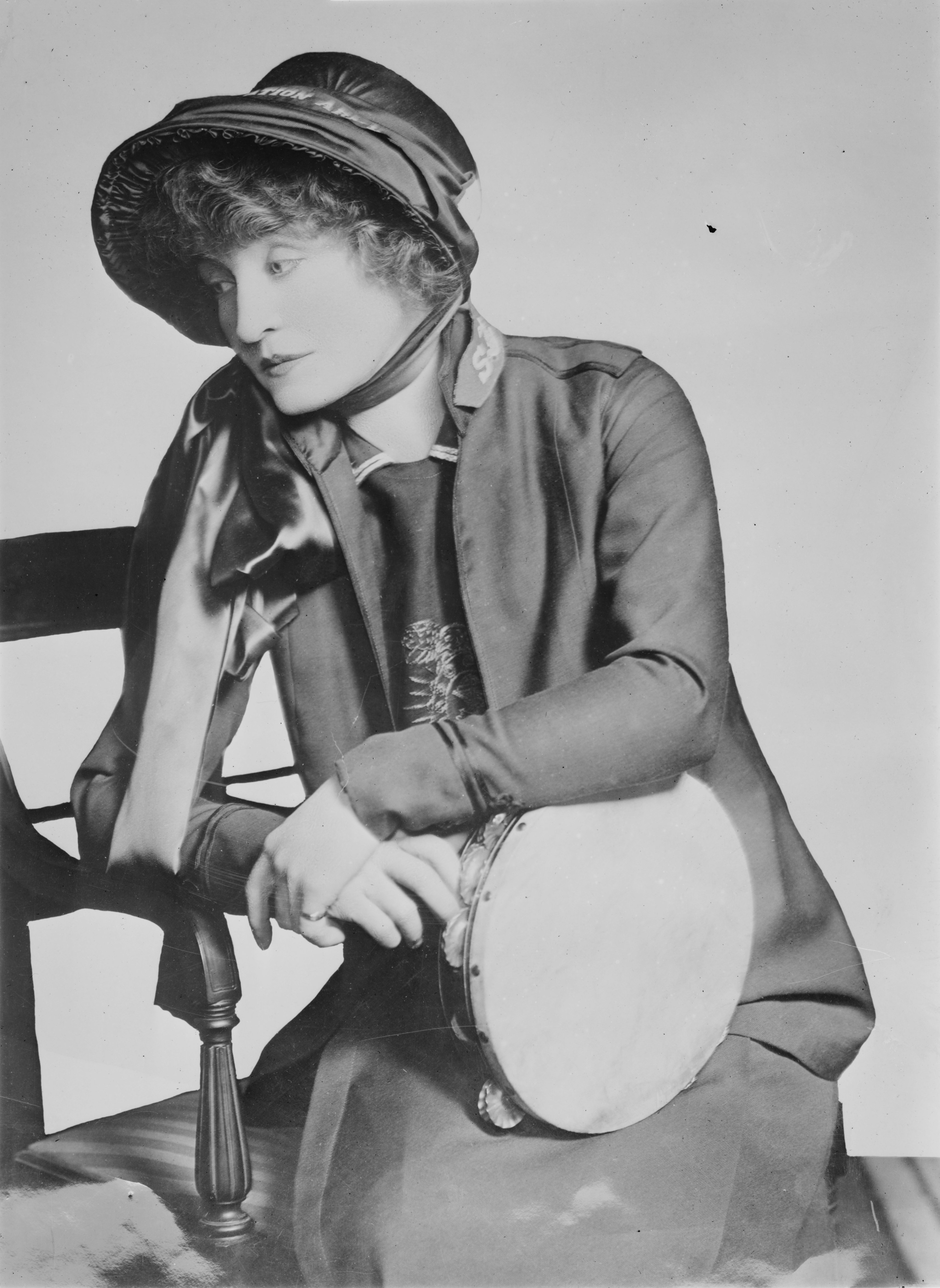
Grace George dans Major Barbara, v. 1915.

## Spectacles (liste[2]non exhaustive)
- Little Women (en) (1912)
- The Family Cupboard (1913)
- Major Barbara (1915)
- The Man Who Came Back (1916)
- The Little Teacher (1918)
- Forever After (1918)
- The Wonderful Thing (1920)
- Romance (1921)
- On the Stairs (1922)
- Up She Goes (1922)
- Chains (1923)
- The Show Off (1924)
- Twelve Miles Out (1925)
- Kitty's Kisses (1926)
- The Road to Rome (1927, 1928)
- The Queen's Husband (1928)
- Street Scene (en) (1929)
- The First Mrs. Fraser (1929)
- The Vinegar Tree (1930)
- A Church Mouse (1931)
- Mademoiselle (1932)
- Three Men on a Horse (en) (1935)
- Yes, My Darling Daughter (1937)
- Outward Bound (en) (1938)
- Spring Again (1942)
- The Damask Cheek (1942)
- The Duke in Darkness (en) (1944)
- The Glass Menagerie (1945)
- Edith Piaf (1947)
- The Innocents (1950)
- The King of Friday's Men (en) (1951)
- Bernardine (en) (1952)
- Fallen Angels (en) (1956)
- Night of the Auk (en) (1956)
- Blue Denim (en) (1958)
- Make a Million (1958)
- The Miracle Worker (1959)
- Never Too Late (en) (1962)
- The Impossible Years (en) (1965)